# Matroserne fra Kronstadt
Matroserne fra Kronstadt (russisk: Мы из Кронштадта) er en sovjetisk krigsfilm fra 1936 instrueret af Efim Dzigan.

## Handling
Filmen beskriver begivenhederne i oktober 1919 under Borgerkrigen i Rusland, hvor hvidgardister under Nikolaj Judenitj belejrer Petrograd. For at hjælpe tropperne i byen organiseres en en deling af søfolk i Kronstadt. Filmen blev optaget i Kronstadt, men blev grundet dårlige vejrforhold flyttet til Krim.

## Medvirkende
- Vasilij Zajtjikov som Vasilij Martinov
- Georgij Busjujev som Artjom Balasjov
- Nikolaj Ivakin
- Oleg Zjakov som Draudin
- Raisa Jesipova